# Сухорученко, Пётр Николаевич
Пётр Николаевич Сухорученко (род. 1927) — советский работник сельского хозяйства, звеньевой совхоза «Целинский» Целинского района Ростовской области, Герой Социалистического Труда (1966).

## Биография
Родился в 1927 году в с. Богородицкое Воронцово-Николаевского района Сальского округа Северо-Кавказского края, ныне Песчанокопского района Ростовской области.
Трудовой путь начал в 1943 году трактористом в МТС Развиленского района. С 1948 года — тракторист-комбайнер отделения № 1 совхоза «Целинский». В 1962 году возглавил звено по выращиванию зерновых и технических культур.
В начале 1960-х годов Сухорученко создал в своем отделении коллективное механизированное звено из 7 человек по откорму свиней и одновременно выращиванию и заготовке кормов для поголовья. Разработав эффективную технологию круглогодичной работы звена в поле и на ферме, он добился высоких результатов на ежегодном откорме свиней. Звено вело откорм свиней при крупногрупповом содержании с применением комплексной механизации работ, получая ежесуточный привес каждой головы по 450-800 грамм.
Пётр Николаевич поставил откорм свиней на промышленную основу, что способствовало снижению стоимости продукции. 22 марта 1966 года Указом Президиума Верховного Совета СССР за большие достижения по внедрению новых методов выращивания животноводческой продукции, значительное снижение затрат на производство единицы свинопоголовья, звеньевому совхоза «Целинский» Петру Николаевичу Сухорученко было присвоено звание Героя Социалистического Труда с вручением ордена Ленина и золотой медали «Серп и Молот».
В последующие годы Сухорученко работал управляющим отделения № 5 в совхозе «Целинский» Целинского района, затем переехал жить в Октябрьский район.
Скончался 28.03.2009 в станице Кривянская Октябрьского района Ростовской области

## Награды
- Герой Социалистического Труда (1966).
- Орден Ленина (1966).
- В 2007 году получил Благодарность Главы Администрации Ростовской области за большой вклад в социально-экономическое развитие области и многолетний добросовестный труд[1].